# Low (Kelly Clarkson)
Low è un brano musicale della cantante statunitense Kelly Clarkson, pubblicato come singolo nel 2003.

## Il brano
SI tratta del secondo estratto dal primo album dell'artista Thankful. Il brano è stato scritto da Jimmy Harry e prodotto da Clif Magness.

## Il video
Il video musicale del brano è stato diretto dal regista finlandese Antti Jokinen.

## Tracce
CD singolo
1. Low (single version) - 3:29
2. The Trouble with Love Is - 3:42
3. Respect - 2:15
4. Low (music video) - 3:28